# IC 4981
IC 4981 هو اصطدام مجري، يقع في كوكبة الطاووس، يقدر بعدها عن مجرة درب التبانة بنحو 165 مليون سنة ضوئية، كما يقدر قطرها بحوالي 50000 سنة ضوئية.

## روابط خارجية
- IC 4981 على موقع ويكي سكاي: DSS2, SDSS, GALEX, IRAS, Hydrogen α, X-Ray, Astrophoto, Sky Map, Articles and images